# ماندانا، شاهدخت هخامنشی
ماندانا یا ماندانه که در منابع سانداکا هم آمده، دختر داریوش بزرگ و آتوسا بود. او خواهر تنی خشایارشا بود که با یکی از بزرگان پارسی به نام آریتاکتس ازدواج کرد و صاحب چندین پسر شد که سه تن از آن‌ها در نبرد سالامیس کشته شدند. به گفته دیودور تقاضای مجازات تمیستوکلس را از خشایارشا کرد اما تمیستوکلس بی‌گناه شناخته شد. وی با مادر پدربزرگ مادری‌اش ماندانا، شاهدخت ماد هم‌نام بود که ماندانای مادی مادر کوروش بزرگ بود.